# John Holles (1er duc de Newcastle)
John Holles, 1er duc de Newcastle-upon-Tyne, (9 janvier 1662 – 15 juillet 1711) est un pair anglais.

## Biographie
Il est né à Edwinstowe, Nottinghamshire, le fils de Gilbert Holles (3e comte de Clare) et de sa femme, Grace Pierrepont. Grâce est la fille de William Pierrepont (homme politique) et petite-fille du 1er comte de Kingston-upon-Hull.
Holles est élu député de Nottinghamshire comme Lord Houghton le 14 janvier 1689, mais est appelé à la Chambre des Lords deux jours plus tard, quand son père meurt et il devient le 4e comte de Clare. Il est créé 1er duc de Newcastle-upon-Tyne, de la 2e création, en 1694. Le Duc de Newcastle-upon-Tyne est un titre qui est créé trois fois dans l'histoire britannique. La première création a disparu lorsque Henry Cavendish (2e duc de Newcastle) meurt sans héritier mâle.
Le 1er mars 1690, il épouse Lady Margaret Cavendish, une fille de Henry Cavendish. Ils ont un enfant, Henrietta Cavendish Holles (en) (1694-1755), qui épouse Edward Harley (2e comte d'Oxford) et est mère de Margaret Harley.
En 1710, il achète Wimpole Hall dans le Cambridgeshire et le Manoir de Marylebone. Les terres de Marylebone passèrent à son gendre Harley qui nomme Holles Street en sa mémoire.
Une rivalité se forme entre John et sa sœur, Elizabeth, quand elle épouse Christopher Vane, 1er baron Barnard.
Le duc meurt en 1711 de blessures subies lors d'une chute de cheval lors d'une chasse près de Welbeck. Il laisse les biens Cavendish à son gendre, Edward Harley et le reste de ses biens à son neveu Thomas Pelham-Holles, par la suite 1er duc de Newcastle (la troisième création) et futur premier ministre.